# Список ізраїльтян, які загинули під час російсько-української війни
Підтверджено, що щонайменше 14 ізраїльських громадян, які воювали на боці України під час російсько-української війни, загинули.
20 червня 2022 року міністерство закордонних справ Росії повідомило, що 9 ізраїльтян, які билися на боці української армії, загинули, троє залишили Україну і 18 все ще залишилися.

## Список загиблих
| Дата смерті      | ПІБ                            | Вік      | Місце смерті                        |
| ---------------- | ------------------------------ | -------- | ----------------------------------- |
| 10 вересня 2018  | Бонен Барі                     | 36       | Київ                                |
| 8 березня 2022   | Мрочко Костянтин Васильович    | 37       | Макарів                             |
| 13 липня 2022    | Халіф Олександр                | 35       | Бахмутський район, Донецька область |
| 23 серпня 2022   | Глембоцький Андрій             | 49       | Харківська область                  |
| 1 вересня 2022   | Фіалка Дмитро Богданович       | 39       | Бахмут                              |
| 31 жовтня 2022   | Міхель Геннадій Аркадійович    | 49       | Харківська область                  |
| 7 листопада 2022 | Резніков Андрій                | 40       | Харківська область                  |
| 23 грудня 2022   | Дубовик Олександр              | 34       | Зайцеве                             |
| 14 лютого 2023   | "Денис"                        | невідомо | Соледар                             |
| 31 березня 2023  | Вайнер Родіон Русланович       | 26       | Бахмут                              |
| 3 жовтня 2023    | Ніканоров Рафаель              | невідомо | Запорізька область                  |
| 4 березня 2024   | Адаменко В'ячеслав Валерійович | невідомо | Білогорівка                         |
| 31 березня 2024  | Юрченко Андрій Олександрович   | невідомо | невідомо                            |